# 公民宣誓 (加拿大)
公民宣誓（英語：Oath of Citizenship）是法理上申请成为加拿大公民的最后一个步骤，需要讀出並簽署，或以其它形式不读出但是表示承认的聲明。
在2023年6月之前，公民宣誓需要在入籍典禮上（线下或线上）读出，是一種對加拿大君主表示忠誠的約定或宣言，誓言遵守加拿大法律且履行公民責任；在簽署宣誓後，便會發放公民證書予簽署人。
此誓約源自聯合王國的忠貞宣誓，現制則於1689年由威廉三世及瑪麗二世實施，並於加拿大繼承使用舊制直到1947年；那年隨著公民法案的制定，便建立了加拿大公民宣誓制度。有時會出現變更誓詞的提議，包括移除有關君主的部分，加入有關當事人忠誠的聲明、有關加拿大的具體敘述等等。而加拿大國會更于2021年通過法律，將有關加拿大原住民的内容加入進誓詞，並要求新公民宣誓遵守加拿大和原住民族之間的條約。
自从新冠疫情以来，加拿大移民部主要通过Zoom举行线上的公民宣誓。
加拿大政府亦宣布从2023年6月起将推出「一键宣誓」，只要在网页上点击一个按钮即可自助宣誓，随后可下载电子版的公民证书，基本让公民宣誓仪式成为历史。此举将进一步加快新移民的入籍速度。

## 沿革
1947年前，「加拿大公民」此身份定義並不存在，加拿大人如同其他英聯邦王國的居民般被視為英國臣民，而從非英聯邦國家移居加拿大的人士只須宣誓效忠君主。然而，印度於1950年成為共和國後，英國及加拿大的君主不再是眾英聯邦國家的唯一國家元首。自此之後，來自英聯邦國家的移民不一定已經效忠加拿大的（亦即各英聯邦王國的）君主。有見及此，加拿大國會制定了《1946年加拿大公民身份法令》。新法於1947年1月1日生效；新移民自此須朗誦從原有的忠誠誓詞改編而成的新誓詞（中文翻譯如下）：
|  | 本人謹此宣誓：本人定當依法竭誠向國王佐治六世陛下及其世襲繼承人及其他繼承人效忠，並將切實遵守加拿大法律，履行作為加拿大公民之責任。 |

加拿大首個入籍儀式於1947年1月3日舉行，時任總理威廉·萊昂·麥肯齊·金成為首位朗誦此誓詞的加拿大人。然而，原為英國殖民地的紐芬蘭於1949年4月1日加盟加拿大聯邦後，紐芬蘭人無需宣誓便自動成為加拿大公民。
到了1970年代，有見加拿大君主同時也是其他英聯邦王國的君主，當局認為有需要在公民宣誓中說明公民所效忠的是加拿大的君主，而非英國、牙買加或其他英聯邦王國的君主。因此，公民身份法案於1977年被修訂時，公民宣誓也同時被修改，在女王的名稱後加註「Queen of Canada」（加拿大女王）。新誓詞在指明君主是加拿大元首的同時，也符合加拿大作為君主立憲體的地位（即國家不是一個抽象概念，而是由君主作為國家的化身）。
公民宣誓現在是一項具法律約束力的口頭和書面契約，以確保新入籍的加拿大公民承諾遵守加拿大的法律、履行公民責任、以及承認君主作為多項概念的化身所擁有的權力。現有誓詞的英文版如下：
|  | I swear (or affirm) that I will be faithful and bear true allegiance to His Majesty King Charles the Third, King of Canada, His Heirs and Successors, and that I will faithfully observe the laws of Canada, including the Constitution, which recognizes and affirms the Aboriginal and treaty rights of First Nations, Inuit and Métis peoples, and fulfil my duties as a Canadian citizen. |

同樣具法律效力的法文版如下：
|  | Je jure fidélité et sincère allégeance à Sa Majesté le Roi Charles Trois, Roi du Canada, à ses héritiers et successeurs et je jure d'observer fidèlement les lois du Canada, y compris la Constitution, qui reconnaît et confirme les droits — ancestraux ou issus de traités — des Premières Nations, des Inuits et des Métis, et de remplir loyalement mes obligations de citoyen canadien. |

法文版確認詞則如下：
|  | J'affirme solennellement que je serai fidèle et porterai sincère allégeance à Sa Majesté le Roi Charles Trois, Roi du Canada, à ses héritiers et successeurs, que j'observerai fidèlement les lois du Canada, y compris la Constitution, qui reconnaît et confirme les droits — ancestraux ou issus de traités — des Premières Nations, des Inuits et des Métis, et que je remplirai loyalement mes obligations de citoyen canadien. |

英文版誓詞的中文翻譯如下：
|  | 本人謹此宣誓：本人定當竭誠向加拿大國王查理斯三世陛下及其世襲繼承人及其他繼承人效忠，並將切實遵守加拿大法律，包括承認且肯定第一民族、因紐特人及梅蒂人之原住民權利及條約權利之憲法，並履行作為加拿大公民之責任。 |

## 宣誓儀式

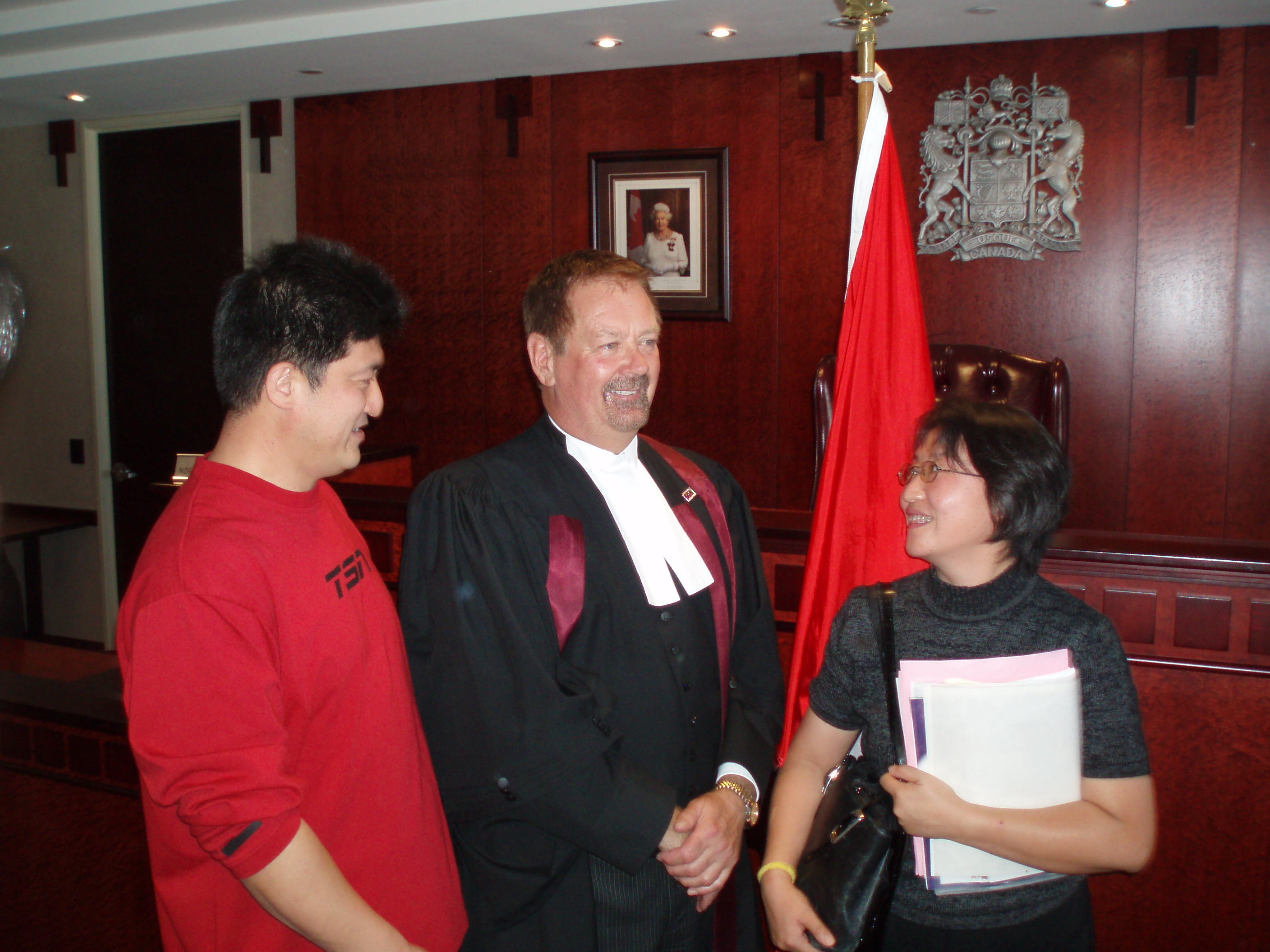
入籍儀式後新公民與入籍法官合照，背景可見當時的加拿大女王伊利沙伯二世的肖像、加拿大國旗和加拿大國徽

历史上，具有資格成為加拿大公民的人士必須朗誦公民宣誓才可獲取公民身份；有言語障礙或未成年的人士則例外。所有準公民都需要在書面誓詞上署名；14歲以下的準公民則由父母代簽。以上的宣誓程序通常都在入籍儀式中舉行。全國每年有約2500場入籍儀式，通常由入籍法官主持，但加拿大勳章受獎人、加拿大總督或任何一省的省督皆可主持儀式，而一名法庭書記和（情況許可之下）一名皇家加拿大騎警警官也會出席儀式。會場按慣例必需擺放加拿大國旗和在位君主肖像等國家象徵。
儀式由皇家騎警警官揭幕，法庭書記隨後則向儀式主持人確認在場的準公民皆符合入籍條件。主持人其後向在場準公民發表簡短演講，概述加拿大公民的義務和責任。法庭書記之後指示準公民起立和舉起右手，再跟隨主持人朗誦公民宣誓。主持人之後會向每位新公民頒發其公民証。與會人士以英語和法語唱出國歌後，儀式也告結束。
自从2019新冠疫情以来，加拿大移民部主要通过Zoom举行线上的公民宣誓。疫情解封后绝大多数的公民宣誓依然只在线上举行。
加拿大移民部宣布从2023年6月起将推出「一键宣誓」，只要在网页上点击一个按钮即可自助完成宣誓，随后便可下载电子版本的公民证书。宣誓仪式将成为历史。

### 備註
1. ↑  原文為：「I swear that I will be faithful and bear true allegiance to His Majesty King George the Sixth, His Heirs and Successors, according to law, and that I will faithfully observe the laws of Canada and fulfill my duties as a Canadian citizen.」

## 外部連結
- Monarchist League of Canada: Queen or Country? Does it Matter? Understanding a Crucial Issue
- Citizens for a Canadian Republic: Canada's unconstitutional Citizenship Oath Archive.today的存檔，存档日期2013-01-15
- Osgoode Hall Law School on Roach's case